# 발루치인
발루치족 또는 발로치족(발루치어: بلوچ, 영어: Baloch/Baluch people)은 이란고원의 동남부에 위치한 발루치스탄 지대를 중심으로 거주하는 민족으로, 발루치스탄은 파키스탄, 이란, 아프가니스탄에 걸친 지역이다. 대부분 서부 이란어군에 속하는 발루치어를 사용하나, 거주지에 따라 우르두어, 페르시아어, 파슈토어를 사용하기도 한다. 이외에 아랍에미리트, 오만, 투르크메니스탄 등에도 상당한 규모의 발루치족 디아스포라가 있다.
이들은 파키스탄 인구의 3.6%, 이란과 아프가니스탄에서는 인구의 약 2%를 이룬다. 파키스탄에서 이들의 절반은 파키스탄령 발루치스탄에 거주하며 약 40%는 신드주에 거주한다. 대부분 수니파 이슬람교를 믿으나 파키스탄 등지에는 소수 시크교나 힌두교를 믿는 인구도 존재한다. 일부는 과거부터 발루치 민족주의를 주장하며 분리독립 운동을 벌이기도 했으며, 이는 1948년부터 터져나와 오늘날까지 해결되지 않은 발루치스탄 분쟁의 이유가 되고 있다.

## 같이 보기
- 발루치스탄
- 발루치스탄 분쟁
- 미르 차카르 린드(영어판) - 통합된 발루치족 연맹 체제를 이끈 추장.